# Monckton-Schwimmratte
Die Monckton-Schwimmratte (Crossomys moncktoni) ist ein wenig bekanntes, großes Nagetier aus Neuguinea. Sie wurde bisher nur im Hochland des mittleren und östlichen Neuguineas beobachtet, kommt aber möglicherweise auch im Westen der Insel vor.
Die Monckton-Schwimmratte ist ausgezeichnet an das Wasserleben angepasst. Die Kopfrumpflänge beträgt 18 bis 20 Zentimeter, hinzu kommen 21 bis 26 Zentimeter Schwanz. Das Gewicht eines Weibchens betrug 165 Gramm. Das Fell ist oberseits graubraun und unterseits weiß gefärbt. Der Schwanz hat an der Unterseite einen Borstenkamm, ein unter Nagetieren einmaliges Merkmal, das sich ganz ähnlich bei der Wasserspitzmaus findet. Offenbar unterstützt diese Vorrichtung die Ruderfunktion des Schwanzes. Außerdem hat diese Art ein wasserdichtes Fell, vergrößerte Hinterbeine mit Schwimmhäuten, verkleinerte Augen und Ohren. Letzteres hat auch zu dem Namen Earless Water Rat („Ohrlose Schwimmratte“) geführt, der aber irreführend ist, da bei genauerer Betrachtung die Ohren deutlich erkennbar sind.
Die Monckton-Schwimmratte lebt entlang von Bergbächen in Höhen zwischen 600 und 3000 Metern. Sie gräbt Baue in den Flussufern, in denen sie in den Nächten schläft. Tagsüber geht sie auf die Jagd auf Kaulquappen, Würmer und Wasserinsekten.
Systematisch gilt sie als naher Verwandter der Schwimmratten und wird in die Hydromys-Gruppe eingeordnet.
Die IUCN listet die Art als „nicht gefährdet“ (least concern).